# Сарепта
Сарепта, Царфат (фінік. , івр. צרפת, дав.-гр. Σάρεπτα) — стародавнє місто на східному узбережжі Середземного моря, руїни якого розташовані біля сучасного поселення Сарафанд у південному Лівані.
Засноване не пізніше XV ст. до н. е. фінікійцями, про що свідчить його назва (з фінікійської перекладається як «плавильня»). Вперше було згадано в єгипетських документах XIV ст. до н. е. під назвою Цаарпуті. Вже тоді Сарепта перебувала під впливом, а згодом — і під владою Сідона. Після розгрому Сідона Салманасаром V (722 р. до н. е.), був переданий ассирійцями тірському царю. У 701 р. до н. е. Сарепту здобув Сінаххеріб, який повернув місто сідонянам.
За елліністичної і римської доби місто було розташоване трохи південніше стародавнього центру. Місцевий порт згадують Йосиф Флавій і Пліній Старший. Оскільки серед євреїв зберігалася згадка про відвідини Сарепти старозавітним пророком Іллєю, з поширенням християнства серед місцевої громади утвердився культ цього святого. Присвячене йому святилище («Валі аль-Кадір») вшановували і мусульмани, які оволоділи Сарептою у VII ст.
За візантійських часів Сарепта була перетворена на фортецю, жваве міське життя в якій тривало ще у 1185 році. Проте вже через століття місто знелюдніло — подорожні згадували, що на місці Сарепти знайшли не більше восьми жител.